# Heinrich von Buz (General)
Heinrich Buz, seit 1863 Ritter von Buz, (* 24. September 1801 in Wiesenbronn; † 27. Dezember 1876 in München) war ein bayerischer Generalleutnant.

## Leben

### Herkunft
Buz war der Sohn eines gräflich Castellschen Revisors. Sein jüngerer Bruder Carl (1803–1870) wurde Maschinenbauingenieur und Mitbegründer der späteren Firma MAN.

### Militärkarriere
Nach dem Besuch des Kadettenkorps trat Buz am 22. Juni 1821 als Kondukteur in das Ingenieur-Korps der Bayerischen Armee ein. Er absolvierte seine praktische Ausbildung in Würzburg, avancierte Mitte Oktober 1822 zum Unterleutnant bei der Pontonier-Kompanie und wurde Mitte Januar 1826 zur 1. Sappeur-Kompanie versetzt. Zur weiteren Ausbildung war Buz von Ende April 1826 bis Mitte Januar 1827 zu einem Lehrkurs beim österreichischen Mineur- und Sappeur-Korps kommandiert, stieg Ende August 1827 zum Oberleutnant auf und kam Mitte September 1827 zur Festungsbaudirektion Ingolstadt. Ab dem 28. Mai 1829 folgte eine Verwendung als Adjutant beim Ingenieur-Korps-Kommando und dort rückte er bis Anfang Oktober 1849 zum Major auf. Mitte des Monats wurde Buz als Referent der 4. Sektion in das Kriegsministerium versetzt. Unter Belassung in dieser Stellung wurde er am 31. März 1855 Oberstleutnant im Genie-Regiment, kam am 1. April 1858 zur 1. Genie-Direktion und avancierte am 9. Mai 1859 zum Oberst.
Am 24. Dezember 1862 verlieh König Maximilian II. ihm das Ritterkreuz des Verdienstordens der Bayerischen Krone. Damit verbunden war die Erhebung in den persönlichen Adelsstand und er durfte sich nach der Eintragung in die Adelsmatrikel am 1. Juli 1863 „Ritter von Buz“ nennen.
Unter Beförderung zum Generalmajor erfolgte am 20. Mai 1863 seine Ernennung zum Genie-Korps-Kommandanten. In dieser Stellung rückte Buz am 1. Februar 1870 zum Generalleutnant auf und erhielt für sein Wirken während des Krieges gegen Frankreich am 11. März 1871 das Großkomturkreuz des Militärverdienstordens. Aus Anlass seines 50-jährigen Dienstjubiläums ehrte ihn König Ludwig II. Ende Juni 1871 mit dem Ehrenkreuz des Ludwigsordens. Am 1. April 1872 wurde Buz zum Chef des Ingenieurkorps und Inspekteur der Festungen ernannt, bis man ihn am 26. Juni 1873 in Genehmigung seines Abschiedsgesuches mit Pension und unter Verleihung des Großkomtur des Verdienstordens vom Heiligen Michael zur Disposition stellte.